# Eratoneura greeni
Eratoneura greeni är en insektsart som först beskrevs av Hepner 1969.  Eratoneura greeni ingår i släktet Eratoneura och familjen dvärgstritar. Inga underarter finns listade i Catalogue of Life.